# Sojus 24
Sojus 24 ist die Missionsbezeichnung für den am 7. Februar 1977 gestarteten
Flug eines sowjetischen Sojus-Raumschiffs zur sowjetischen Raumstation Saljut 5 (ALMAZ 3). Es war der zweite (erfolgreiche) Besuch eines Sojus-Raumschiffs bei dieser Raumstation und der 42. Flug im sowjetischen Sojusprogramm. 

## Besatzung

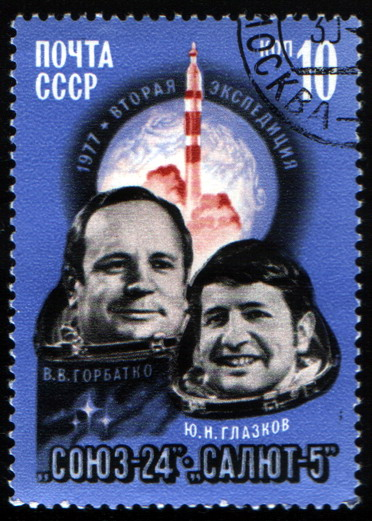
Besatzung von Sojus 24 auf einer sowjetischen Briefmarke

### Hauptbesatzung
- Wiktor Wassiljewitsch Gorbatko (2. Raumflug), Kommandant
- Juri Nikolajewitsch Glaskow (1. Raumflug), Bordingenieur

Gorbatko und Glaskow waren zuvor Unterstützungsmannschaft von Sojus 21 und Ersatzmannschaft von Sojus 23.

### Ersatzmannschaft
- Anatoli Nikolajewitsch Beresowoi, Kommandant
- Michail Iwanowitsch Lisun, Bordingenieur

Die Unterstützungsmannschaft bestand Wladimir Sergejewitsch Koselski und Wladimir Jewgenjewitsch Preobraschenski.

## Missionsüberblick
Die Mission hatte zunächst den Schwerpunkt die Probleme abzuklären, die zum beschleunigten Abbruch der Sojus-21-Mission geführt hatten. Da angenommen wurde, dass sich möglicherweise Treibstoff- oder andere giftige Gase in der Atemluft befanden, stieg die neue Besatzung mit Schutzmasken um. Die Luft erwies sich jedoch als sauber und atembar.
Zur Problemlösung war Ausrüstung an Bord, die ein vollständiges Auswechseln der Atmosphäre durch die Luftschleuse ermöglicht hätte. Obwohl sich die Notwendigkeit erledigt hatte, wurde das Verfahren als Experiment durchgeführt, falls sich in der Zukunft ähnliche Probleme ergeben sollten. Luft wurde an einem Ende der Station abgelassen und gleichzeitig durch Vorräte des Sojus-24-Raumschiffs ersetzt. Eine geplante Außenbordtätigkeit entfiel jedoch.
Die Mannschaft nahm anschließend das von den Vorgängern abgebrochene Programm wieder auf. Die Saljut 5 war als Station ALMAZ 3 Teil des sowjetischen militärischen Raumfahrtprogramms. Daher war ein wichtiger Testpunkt die Beladung einer unbemannten Rückkehrkapsel mit Filmen und anderen wissenschaftlichen Ergebnissen. Die Kapsel löste sich am 26. Februar von der Saljut und konnte geborgen werden. Ein ähnlicher Versuch war bereits mit Saljut 3 (ALMAZ 2) vorgesehen.
Die Mission endete nach der für Raumstationen relativ kurzen Zeit von 18 Tagen. Es wurde jedoch berichtet, dass in der anstrengenden und erfolgreichen Zeit fast genauso viel erreicht wurde wie bei der vorangegangenen Sojus-21-Mission in 50 Tagen.